# 奧蘭治-拿騷的愛洛伊絲女伯爵
埃洛伊丝·索菲·贝娅特丽克丝·劳伦斯（Eloise Sophie Beatrix Laurence，2002年6月8日—），荷兰女伯爵，奥兰治-拿骚女伯爵，阿姆斯贝格女爵。她是贝娅特丽克丝女王（退位女王）和克劳斯亲王的孫女，康士坦丁王子和劳伦蒂安王妃的长女，也是荷兰王位的第五继承人。

## 生平
埃洛伊丝出生在海牙的Bronovo醫院。她是贝娅特丽克丝女王的第一個孫女，也是克勞斯親王唯一活著看到的孫女。雖然她的父親是王子，但她生來就不是公主，而是女伯爵。這是在她父母結婚時決定的，以限制荷蘭王子和公主的數量。
埃洛伊丝女伯爵自2020年以來一直在阿姆斯特丹的海牙酒店學校學習 ，2023年成為巴黎萊雅品牌大使 。

### 名字
- 埃洛伊丝：指的是她母親劳倫蒂王妃的祖先
- 索菲：指的是荷蘭的索菲公主
- 碧翠絲：指的是她的祖母贝娅特丽克丝女王
- 勞倫斯：指的是她的母親劳倫蒂王妃和她的外祖父勞倫斯·揚·布林克霍斯特。

## 頭銜
- 2002年6月8日 – 至今: 奧蘭治-拿騷埃洛伊絲女伯爵、阿姆斯貝格女勳爵閣下 （Her High-born  Countess Eloise of Orange-Nassau，Jonkvrouwe van Amsberg）